# Trevor Baylis

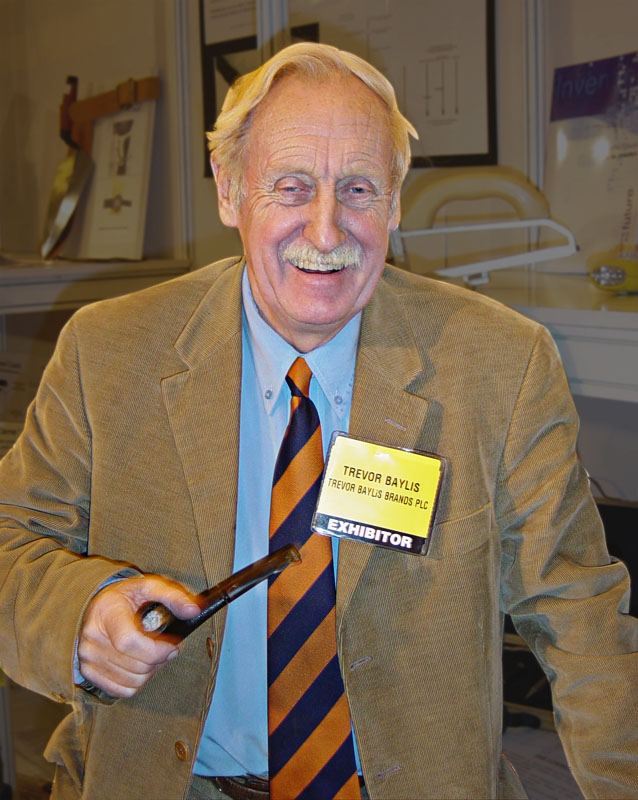
Trevor Baylis (2006)

Trevor Baylis CBE (* 13. Mai 1937 in London; † 5. März 2018 in Eel Pie Island) war ein britischer Erfinder. Er wurde vor allem bekannt durch sein aufziehbares Radio, das vor allem den Menschen in Entwicklungsländern moderne Technik auf einfache Weise zugänglich machen sollte.
Er beschäftigte sich mit der Entwicklung von elektrischen Energiequellen, die ihre Energie aus der Kraft des Benutzers ziehen. So schuf er 1993 ein Radio, das, nachdem es aufgezogen wurde, 14 Minuten lang funktioniert und später in Südafrika in Massenproduktion ging. Damit können Menschen in Entwicklungsländern ohne Stromanschluss Radiosendungen empfangen und so Neuigkeiten und nützliche Informationen erfahren.
Später arbeitete er an einem Schuh-Ladegerät, das bei jedem Schritt Wasser durch eine winzige Turbine leitet. Ein Prototyp lieferte 1,2 Watt, die Leistung, die ein MP3-Player benötigt. 2010 sollten diese Schuhe auf den Markt kommen, deren Leistung bei bis zu drei Watt liegen kann, was auch den Betrieb von Handys ermöglichen sollte.
2010 teilte Baylis öffentlich mit, dass er als Kind von einem Kuraten der Church of England sexuell missbraucht wurde, worauf er auch schon in seiner Autobiografie Clock This aus dem Jahr 1999 eingegangen war.
Im Oktober 1997 wurde ihm der Order of the British Empire (Officer, OBE) verliehen, zu Neujahr 2015 wurde er wegen seiner Verdienste um den Schutz des geistigen Eigentums zum Commander of the British Empire befördert. Seit 1997 haben ihm acht britische Universitäten einen Ehrendoktor (Nottingham Trent University, Southampton Institute, Open University, Middlesex University, Oxford Brookes University, Heriot-Watt University, Leeds Metropolitan University, University of Brighton) und vier einen Ehrenmaster verliehen.